# Land of the Crimson Dawn
Land of the Crimson Dawn är det tyska power metal-bandet Freedom Calls sjunde studioalbum. Det släpptes i februari 2012 av skivbolaget Steamhammer. Det var det andra och sista av bandets album på vilket basisten Samy Saemann medverkade, samt det första och enda med trummisen Klaus Sperling.
Utöver bandets stilenliga power metal innehåller skivan ett flertal låtar med tydlig prägel av traditionell heavy metal och hårdrock. Med en speltid på 61 minuter är det bandets längsta album.
En musikvideo till låten "Hero on Video" spelades in.

## Låtlista
1. "Age of the Phoenix" – 3:25
2. "Rockstars" – 4:57
3. "Crimson Dawn" – 6:03
4. "66 Warriors" – 5:17
5. "Back into the Land of Light" – 5:11
6. "Sun in the Dark" – 4:42
7. "Hero on Video" – 3:42
8. "Valley of Kingdom" – 4:11
9. "Killer Gear" – 4:32
10. "Rockin' Radio" – 4:03
11. "Terra Liberty" – 3:40
12. "Eternity" – 4:17
13. "Space Legends" – 3:53
14. "Power & Glory" – 3:25

## Medverkande
Musiker
- Chris Bay – sång, gitarr
- Lars Rettkowitz – gitarr
- Samy Saemann – basgitarr
- Klaus Sperling – trummor

Bidragande musiker
- Ecki Singer - körsång
- Daniel Haag - körsång
- Chris Stark - körsång
- Dave Maier - körsång
- Anne Maertens - violin
- Katharina Neumann - piano

Produktion
- Chris Bay – producent, ljudtekniker
- Stephan Ernst – producent, ljudtekniker, mixning
- Felix Piccu - producent
- Christoph Beyerlein - mastering
- Jens Reinhold - Albumomslag, design, foto
- Roland Guth - foto